# Yuba (Wisconsin)
Yuba is een plaats (village) in de Amerikaanse staat Wisconsin, en valt bestuurlijk gezien onder Richland County.

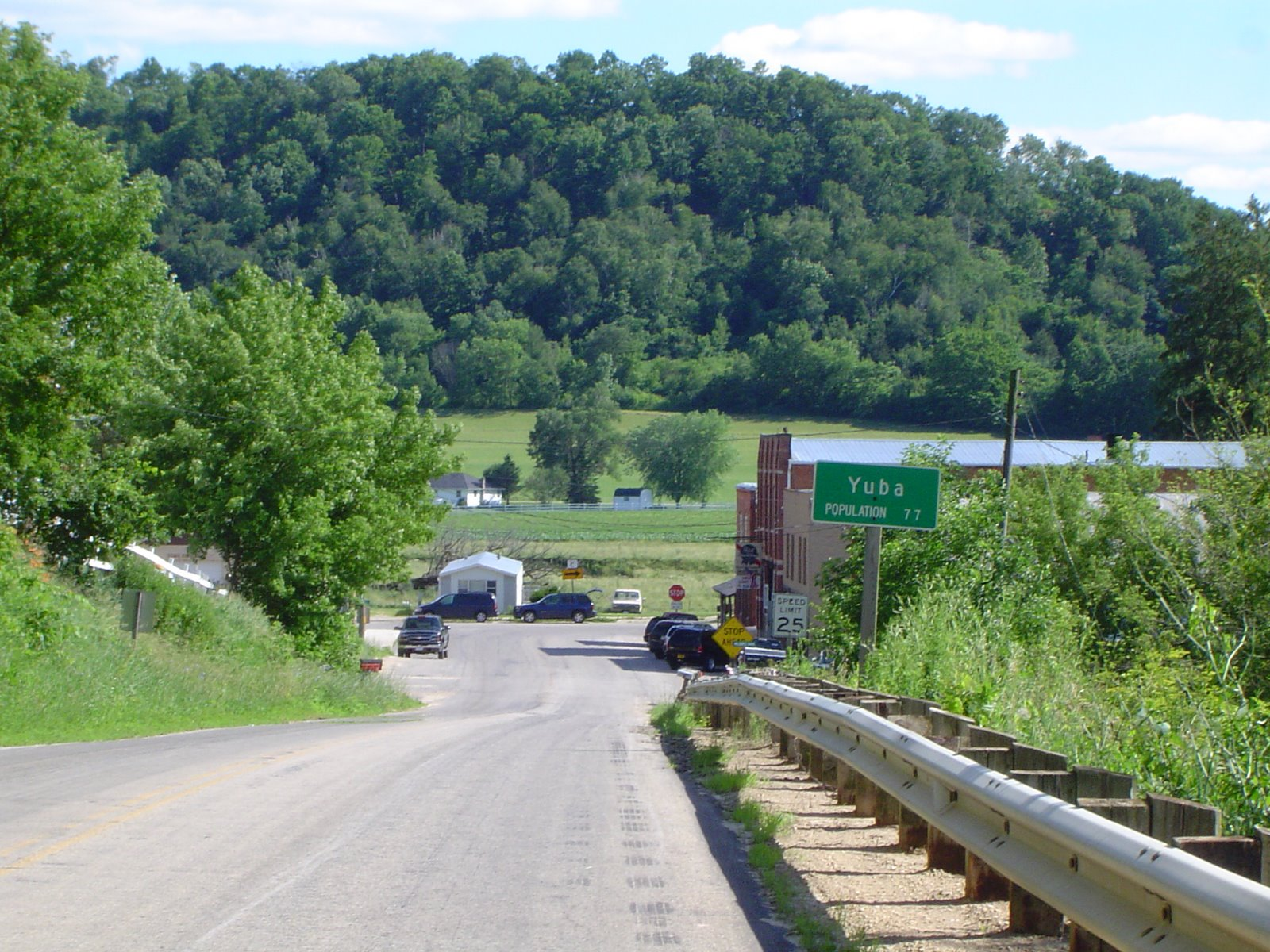
Yuba

## Demografie
Bij de volkstelling in 2000 werd het aantal inwoners vastgesteld op 92. In 2006 is het aantal inwoners door het United States Census Bureau geschat op 90, een daling van 2 (-2,2%).

## Geografie
Volgens het United States Census Bureau beslaat de plaats een oppervlakte van 0,8 km², geheel bestaande uit land. Yuba ligt op ongeveer 250 meter boven zeeniveau.

## Plaatsen in de nabije omgeving
De onderstaande figuur toont nabijgelegen plaatsen in een straal van 24 km rond Yuba.